# 扁球羊耳蒜
扁球羊耳蒜（学名：Liparis elliptica）为兰科羊耳蒜属下的一个种。

## 扩展阅读
- 維基物種上的相關：扁球羊耳蒜